# Stadionul Municipal (Brașov)
Stadionul Municipal a fost un stadion multifuncțional din cartierul Bartolomeu, Brașov, România. Acesta a fost folosit mai ales pentru meciuri de fotbal, diferite echipe din Brașov jucând pe el. Stadionul avea o capacitate de 30.000 de locuri.

## Istoric
Stadionul a fost construit în anii '70 și a fost demolat în 2008 pentru că se dorea construirea unei arene moderne pe locul său. Totuși, din lipsă de fonduri proiectul a încetat imediat după ce stadionul a fost demolat. Subiectul noului stadion a redevenit de actualitate la începutul anului 2014, când autoritățile de la nivel național au aprobat finanțarea unui proiect în acest sens și s-a demarat un concurs de idei pentru noul stadion.

## Meciuri notabile
| Data           | Echipa gazdă | Echipa oaspete   | Scor | Competiția                                    |
| -------------- | ------------ | ---------------- | ---- | --------------------------------------------- |
| 29 iunie 1989  | Dinamo       | Steaua București | 0–1  | Finala Cupei României 1988-1989               |
| 28 august 1991 | România      | Statele Unite    | 0–2  | Meci amical. Ultima partidă pe acest stadion. |